# Моріцгайм
Моріцгайм (нім. Moritzheim) — громада в Німеччині, розташована в землі Рейнланд-Пфальц. Входить до складу району Кохем-Целль. Складова частина об'єднання громад Цель (Мозель).
Площа — 4,02 км2. Населення становить 131 ос. (станом на 31 грудня 2020).